# NHL Heritage Classic
Das NHL Heritage Classic (aktuelle Sponsorenbezeichnung Tim Hortons NHL Heritage Classic) ist ein bisher sechsmal ausgetragenes Freiluft-Eishockeyspiel der National Hockey League. Bei den Spielen handelt es sich um reguläre Saisonpartien, die überwiegend zwischen kanadischen Mannschaften an ausgewählten Orten und mit an die Witterungsverhältnisse angepassten Regeln ausgetragen wurden. Damit steht es in einer Reihe mit dem NHL Winter Classic sowie der NHL Stadium Series.

## Geschichte

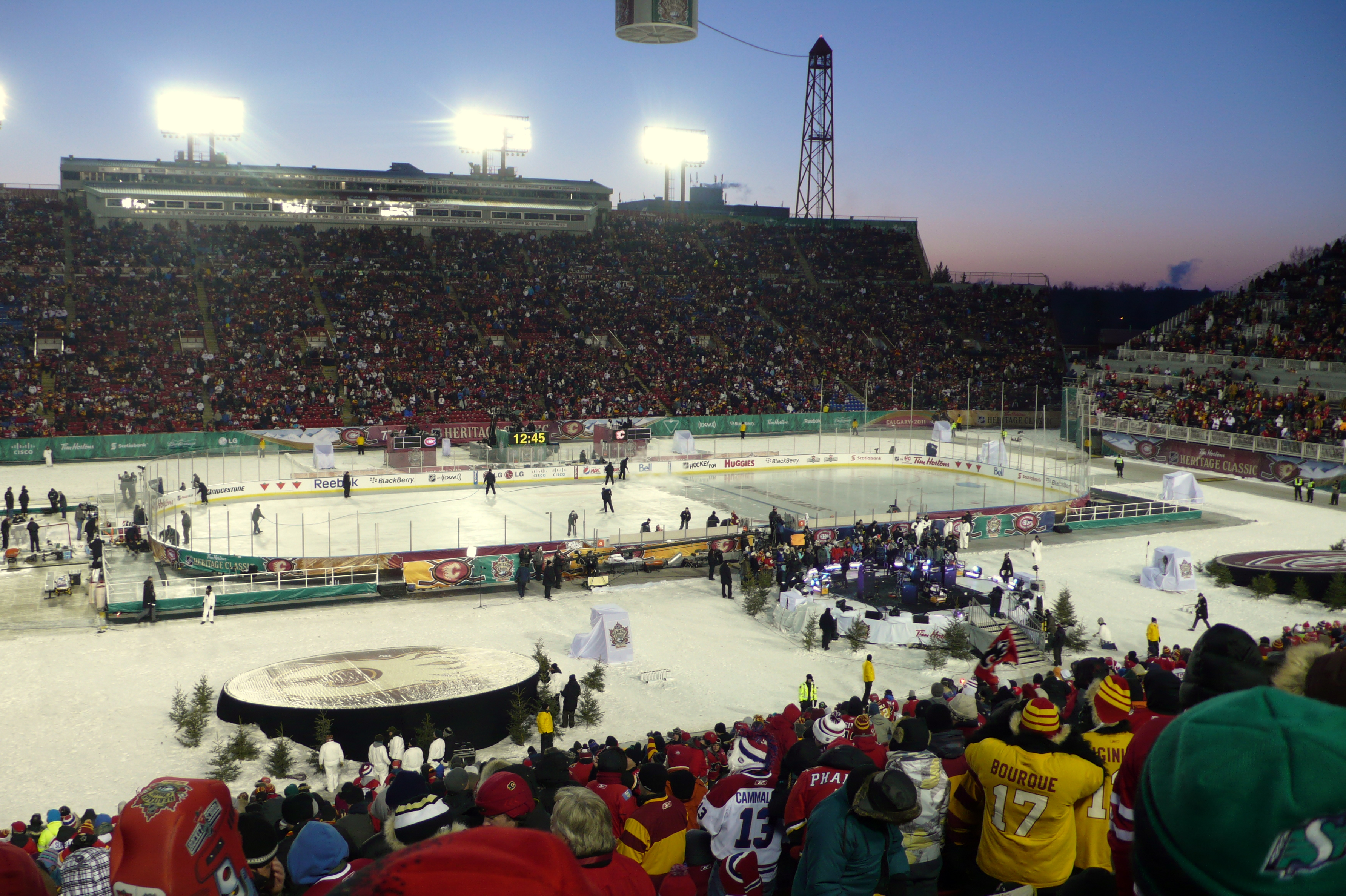
Das McMahon Stadium beim NHL Heritage Classic 2011

Nachdem im Jahr 2001 bei einer Begegnung zwischen den Collegemannschaften der University of Michigan und der Michigan State University im Spartan Stadium in East Lansing ein neuer Zuschauerrekord für Eishockeyspiele aufgestellt wurde, beschloss die National Hockey League, 2003 erstmals ein reguläres Saisonspiel im Freien auszutragen. Bereits 1991 hatten die Los Angeles Kings und die New York Rangers ein Vorbereitungsspiel am Las Vegas Strip vor dem Caesars Palace ausgetragen.
Das erste NHL Heritage Classic wurde am 22. November 2003 anlässlich der 25-jährigen Ligazugehörigkeit der Edmonton Oilers im Commonwealth Stadium in Edmonton ausgetragen, als die gastgebenden Edmonton Oilers auf die Montréal Canadiens trafen. Vor einer Zuschauerkulisse von 57.167 Personen siegten die Canadiens mit 4:3. Jahre später wurde diese Idee wieder aufgegriffen, nachdem sich das NHL Winter Classic seit 2008 zu einem dauerhaften Event am Neujahrstag entwickelt hatte. Am 20. Februar 2011 fand das zweite NHL Heritage Classic in der Geschichte der Liga statt, als die Calgary Flames im McMahon Stadium auf die Montréal Canadiens trafen. Es folgten das NHL Heritage Classic 2014 zwischen den Vancouver Canucks und den Ottawa Senators im BC Place Stadium sowie das NHL Heritage Classic 2016 zwischen den Winnipeg Jets und den Edmonton Oilers im Investors Group Field. Weitere Spiele fanden im Jahr 2019 zwischen den Winnipeg Jets und den Calgary Flames sowie im Jahr 2022 zwischen den Buffalo Sabres und den Toronto Maple Leafs statt.

## Modus
Im Gegensatz zu den NHL-Spielen in der Halle ließ die Liga bei den Freiluftspielen einige kleinere Regeländerungen zu, damit für beide Mannschaften die Chancengleichheit bei widrigen Bedingungen gegeben ist. Aufgrund des erwarteten Windes wechseln die Mannschaften in der Regel nach der Hälfte des Schlussdrittels noch einmal die Seiten, sodass jedes Team jeweils 30 Minuten auf eines der beiden Tore spielt. In der fünfminütigen Overtime, bedingt durch einen ausgeglichenen Spielstand nach 60 Minuten, wechseln beide Mannschaften nach zweieinhalb Minuten nochmals die Seiten. Beim Shootout, zu dem es bei einem Unentschieden nach der Overtime kommt, können die beiden Torhüter das zu verteidigende Tor selbst auswählen.

## Begegnungen
| Jahr | Stadion               | Ort                         |                       |        |                     | Zuschauer |
| ---- | --------------------- | --------------------------- | --------------------- | ------ | ------------------- | --------- |
| 2003 | Commonwealth Stadium  | Edmonton, Alberta           | Canadiens de Montréal | 4:3    | Edmonton Oilers     | 57.167    |
| 2011 | McMahon Stadium       | Calgary, Alberta            | Canadiens de Montréal | 0:4    | Calgary Flames      | 41.022    |
| 2014 | BC Place Stadium      | Vancouver, British Columbia | Ottawa Senators       | 4:2    | Vancouver Canucks   | 54.194    |
| 2016 | Investors Group Field | Winnipeg, Manitoba          | Edmonton Oilers       | 3:0    | Winnipeg Jets       | 33.240    |
| 2019 | Mosaic Stadium        | Regina, Saskatchewan        | Winnipeg Jets         | 2:1 OT | Calgary Flames      | 33.518    |
| 2022 | Tim Hortons Field     | Hamilton, Ontario           | Buffalo Sabres        | 5:2    | Toronto Maple Leafs | 26.119    |
| 2023 | Commonwealth Stadium  | Edmonton, Alberta           | Calgary Flames        | 2:5    | Edmonton Oilers     | 55.411    |